# Enrique I của Navarra
Enrique I của Navarra (tiếng Pháp: Henri Ier de Navarre, tiếng Tây Ban Nha: Enrique I de Navarra, tiếng Basque: Henrike I.a Nafarroakoa; khoảng 1244 - 22 tháng 7 năm 1274), còn gọi là Enrique Béo mập (tiếng Pháp: Henri le Gros) là Vua của Navarra và Bá tước Champagne và Brie (với tư cách là Enrique III) từ năm 1270 cho đến khi ông qua đời.

## Cuộc sống ban đầu
Enrique là con trai út của Thibaut I của Navarra và Marguarite xứ Bourbon. Trong thời kỳ trị vì của người anh trai không con cái Thibaut II, ông đã nắm quyền nhiếp chính trong rất nhiều lúc có sự vắng mặt của Thibaut. Năm 1269, Enrique kết hôn với Blanche xứ Artois, con gái của Bá tước Robert I xứ Artois, con trai vua Louis IX. Do đó, ông đã ở trong vòng tròn "Angevin" trong chính trị quốc tế.
Enrique lên ngôi ở đỉnh cao của sự bùng nổ kinh tế ở Navarra mà không xảy ra ở những nơi khác gần Navarra với tốc độ lớn. Nhưng theo Hiệp ước Paris (1259), người Anh đã được nhượng lại các quyền ở Gascogne, nơi có quyền cắt đứt quyền tiếp cận biển của Navarra (vì Pháp, đồng minh của Navarra, có mâu thuẫn với Anh). Enrique cho phép người dân Navarra tự tách khỏi sự liên kết của San Cernin và San Nicolás, điều đấy có hiệu lực vào năm 1266. Ông cũng cấp đặc quyền cho các thị trấn Estella, Los Arcos và Viana, thúc đẩy sự phát triển đô thị. Nhìn chung, quan hệ của ông với giới quý tộc là thân thiện, mặc dù ông đã chuẩn bị để duy trì hòa bình cho vương quốc của mình bằng bất cứ giá nào.
Enrique ban đầu tìm cách khôi phục lãnh thổ bị mất vào tay Vương quốc Castilla bằng cách hỗ trợ cuộc nổi dậy của anh trai vua Alfonso X là Felipe vào năm 1270. Cuối cùng, ông từ chối, muốn thiết lập một liên minh với Castila thông qua cuộc hôn nhân của con trai Thibaut với con gái của Alfonso X là Violante vào tháng 9 năm 1272. Điều này đã thất bại vì cái chết trẻ của Thibaut sau khi cậu ngã từ một trận chiến tại lâu đài Estella vào năm 1273.

## Qua đời và di sản
Enrique không sống lâu hơn con trai mình được bao lâu. Ông bị cho là đã chết ngạt, theo các tài liệu nhận định thông thường, có lẽ là bởi chính sự béo phì của ông. Đứa con hợp pháp duy nhất của ông, một cô vương nữ sơ sinh tên là Juana, sẽ kế vị ông dưới quyền nhiếp chính của mẹ cô là Blanche. Cuộc hôn nhân năm 1284 của Juana với Philippe Công bình, vị vua tương lai của nước Pháp,  trong cùng năm đó, thống nhất vương miện của Navarra với của Pháp và chứng kiến Champagne trở thành lãnh địa của Vương gia Pháp.
Trong cuốn Divine Comedy viết bởi Dante Alighieri, một nhà văn thơ lớn trẻ hơn cùng thời, đã viết rằng nhìn thấy linh hồn của Enrique bên ngoài cổng Luyện ngục, nơi ông ta được xếp với một số quốc vương châu Âu khác vào thế kỷ 13. Enrique không được nêu tên trực tiếp, nhưng được gọi là "người có khuôn mặt tốt bụng" và "bố vợ của bệnh dịch hạch nước Pháp". 